# Межэтнические конфликты в Казахстане
Межэтнические конфликты в современном Казахстане.

## Общие предпосылки конфликтов
Первые послевоенные межэтнические стычки и конфликты произошли с депортированными народами. В период 1942—1944 гг. переселялись ссыльные и депортированные народы: ингуши, чеченцы, крымские татары, корейцы, балкарцы, курды, турки, карачаевцы, немцы. Также население Казахстана пополнилось узниками ГУЛАГа, КАРЛАГа, АЛЖИРа и т. д., часть которых остались жить впоследствии в Казахстане.
Первые межэтнические конфликты, произошедшие в послевоенные годы, были также связаны с Хрущёвской программой освоения целины. За этот период в Казахскую ССР было переселено около шести миллионов русских и украинцев из РСФСР и УССР. Что создало значительный демографический перекос населения, усилило конкуренцию на рынке труда и жилья. Изъятие земель для целины лишило казахское население возможности заниматься традиционно пастбищным скотоводством, что привело к значительному ухудшению их материального положения.
Многие межэтнические конфликты правоохранительными органами на местах были квалифицированы как совершение уголовных преступлений большой группой лиц или массовое хулиганство и широко в средствах массовой информации не освещалась. Власти старались скрыть от общественности подобные факты.
После 1992 года все маломальские конфликты широко освещались и были направлены в основном против представителей малых народов страны таких как курды, чеченцы, лезгины, аварцы, даргинцы, уйгуры и так далее. Смещение этнической направленности связано с одной стороны резким уменьшением доли и количества русских, украинцев и немцев в стране после 1991 г. из-за эмиграции и естественной убыли, с другой стороны с новым статусом не титульной нации радикально изменившем их отношение к представителям коренной национальности. Новый статус почувствовался в одночасье сразу вместе с утерей значительной позиции во власти и исчезновением раздражающего элемента.
Вместе с тем смещение этнической направленности конфликтов связано с изменением статуса титульной нации со славян на коренных казахов. Ранее малые мусульманские народы традиционно были солидарны с казахами в своих устремлениях отстоять свои позиции. После обретения Казахстаном независимости эти стороны оказались на противоположных позициях.
В то же время здесь следует отметить, что после 1991 года конфликты почти во всех случаях происходили между казахами и представителями кавказских народов, а также уйгурами.
Вместе с тем обилие межэтнических конфликтов после 1991 объясняется вовсе не агрессивностью казахского народа в целом, а скорее новым режимом освещения событий средствами массовой информации и появлением независимых СМИ и средств связи. Мелкие межэтнические столкновения в Казахстане были и ранее, но, (по мнению А. Шустова на 16 ноября, 2009 года), русские и другие европейские этносы Казахстана в них не участвовали.
Отсутствие серьёзных массовых межнациональных конфликтов казахов с представителями корейской, татарской, киргизской, узбекской и других народностей, имеющие в Казахстане многочисленные диаспоры, а также полное отсутствие конфликтов с русскими, украинцами, белорусами и немцами после 1991 года скорее доказывает низкий уровень националистических идей у казахов в отличие от соседних среднеазиатских республик. Такой уровень толерантности и терпимости казахского народа объясняется длительным проживанием в многоконфессиональной и многонациональной стране, также большим процентом казахов владеющих вторым языком помимо родного казахского языка, а также большим процентом этнических казахов, не владеющих казахским языком.

## Межэтнические конфликты
- Чеченский погром 1951 года в Восточном Казахстане
- Целиноградские события (1979) — инспирированные властями Казахской ССР выступления жителей Целинограда, Кокчетава и Караганды против правительственного решения о создании немецкой автономной области на севере Казахстана.
- Антикавказский конфликт в Новом Узене 1989 г. Летом 1989 г. в городе Жанаозен на полуострове Мангышлак, где расположен Актау, произошли кровавые столкновения казахов с лезгинами и чеченцами.
- Антиказацкие столкновения в Уральске в сентябре 1991 года. Поводом послужило празднование уральскими казаками 400-летие служения Российской империи. Местные казахи были против этого, опасаясь того, что они могут создать сепаратистскую республику как НКР.
- Столкновения в Усть-Каменогорске (1992). Столкновения между казахами и чеченцами в г. Усть-Каменогорске (1992)
- 20 августа 2006 г. произошли антикавказские выступления казахского населения в прикаспийском городе Актау. На площади собралось от 400 до 1000 человек.
- В октябре 2006 г. произошёл межэтнический конфликт на месторождении «Тенгиз» — массовая драка турецких и казахских рабочих на нефтяном месторождении Тенгиз, расположенном в Жылыойском районе Атырауской области Казахстана.
- Казахско-уйгурский конфликт в Чилике (2006). В ноябре 2006 г. произошли столкновения казахов и уйгуров в селе Шелек Алматинской области.
- В марте 2007 г. произошёл казахско-чеченский конфликт в Алматинской области
- В октябре-ноябре 2007 г. произошёл антикурдский конфликт в селе Маятас, расположенном в Толебийском районе Южно-Казахстанской области между курдами и казахами.
- В феврале 2015 года в селе Бостандык Южно-Казахстанской области прошли погромы местного таджикского населения.
- Межэтнические столкновения между казахами и турками. В феврале 2016 года в селе Бурыл Жамбыльской области 17-летний подросток турецкой национальности с целью ограбления проник в дом, где убил 5-летнего мальчика казахской национальности, нанеся ему 11 ножевых ранений. Дома турок в селе были закиданы камнями. Введены войска для поддержания порядка[6][7].
- Убийство в ресторане «Древний Рим». С 31 декабря 2018 года на 1 января 2019 года, в Караганде в ресторане «Древний Рим» произошла драка между посетителями заведения и работниками ресторана. 1 января, в 3 часа ночи, согласно графику работы ресторана, заведения начало закрываться. К 4 часам утра посетителям сообщили, что ресторан закрывается и предложили покинуть его. Однако одна отдыхающая компания, состоящая из казахов, находясь в алкогольном состоянии, отказалась покинуть помещение. На почве несогласия покинуть ресторан, между работниками и отдыхающими возник конфликт. Хозяева и персонал «Древнего Рима» выдворили буйных гостей из ресторана. Последние отказались мириться с этим, и вызвали на помощь своих друзей. По приезде подмоги они начали вламываться в ресторан и выкрикивать оскорбительные слова в адрес хозяев и персонала. В результате, во дворе ресторана, между двумя конфликтующими сторонами произошла драка, в ходе которой погиб один человек и ещё несколько получили ранение. Драка, в которой по разным данным с обеих сторон участвовало от 14 человек до 35 человек, не носила межнациональный характер, так как покинувшей ресторан группе казахов противостояли армяне, азербайджанцы, русские и сами же казахи. Однако в виду того, что погибшим оказался казах, а хозяевами ресторана были армяне, в городе вспыхнули антиармянские настроения, вылившиеся в многолюдный митинг. Последовали стихийные акции протеста в Караганде, в соцсетях стали звучать призывы к расправе над армянами. Несколько армянских семей, боясь расправы, покинули город[8][9][10][11].
- Массовые беспорядки в Кордайском районе. 7 февраля 2020 года в селе Масанчи Кордайском районе Жамбылской области произошёл конфликт, в котором участвовали казахи, дунгане и полицейские. 8 человек погибли, 40 ранены, 30 домов и 23 автомобиля сожжены[12][13][14].

## Оценка межэтнических отношений
В Казахстане проживает множество национальностей разные источники называют разные цифры, среди которых 140, 130, 100. (Подробнее см. Население Казахстана).
26 октября 2009 К. Саудабаев отметил, что 86,7 % опрошенных оценивают межэтнические отношения как спокойные и благополучные.